# Turgun (sockenhuvudort i Kina, Xinjiang Uygur Zizhiqu, lat 46,98, long 89,84)
Turgun (kinesiska: 吐尔洪, 吐尔洪乡) är en sockenhuvudort i Kina. Den ligger i den autonoma regionen Xinjiang, i den nordvästra delen av landet, omkring 390 kilometer nordost om regionhuvudstaden Ürümqi. Antalet invånare är 14 143. Befolkningen består av 6 893 kvinnor och 7 250 män. Barn under 15 år utgör 24,0 %, vuxna 15-64 år 71 %, och äldre över 65 år 4,0 %.
Runt Turgun är det mycket glesbefolkat, med 2 invånare per kvadratkilometer. Trakten runt Turgun består i huvudsak av gräsmarker.
Genomsnittlig årsnederbörd är 206 millimeter. Den regnigaste månaden är juli, med i genomsnitt 30 mm nederbörd, och den torraste är mars, med 8 mm nederbörd.